# مارتينا ويبر
مارتينا ويبر (بالألمانية: Martina Weber)‏ (و. 1982  م) هي لاعبة كرة سلة ألمانية، ولدت في ترير، شاركت في بطولة كرة السلة الأوروبية للسيدات 2007 ‏، مركز لعبها هو وسط.

## روابط خارجية
- مارتينا ويبر على موقع الاتحاد الدولي لكرة السلة (الإنجليزية)
- مارتينا ويبر على موقع الاتحاد الوطني لكرة السلة النسائية (الإنجليزية)
- مارتينا ويبر على موقع كرة السلة الأوروبية.كوم (الإنجليزية)
- مارتينا ويبر على موقع كلية كرة السلة في سبورتس رفرنس.كوم (الإنجليزية)
- مارتينا ويبر على موقع بروبوليرز (الإنجليزية)
- مارتينا ويبر على موقع سبورتس رفرنس (الإنجليزية)